# 泰德·丹森
泰德·丹森（英語：Ted Danson，1947年12月29日—）是美國的一位演員、作家和製作人。他最著名的作品是在NBC長壽情境喜劇《歡樂酒店》中飾演男主角山姆·馬龍（Sam Malone）。在電影演出較具代表性的作品，則有《三個奶爸一個娃》等，近年亦參與電視影集《CSI犯罪現場》、《良善之地》等作品的演出。他15次獲得黃金時段艾美獎提名，並兩次獲獎。